# Окс, Моисей Абрамович
Моисей (Исаак) Абрамович Окс (1844, Бершадь — 1891, Одесса) — русский юрист, правовед-цивилист, литератор, переводчик.

## Биография
Выпускник Ришельевского лицея (Одесса). Занимался адвокатской практикой, затем вступил в число присяжных поверенных округа одесской судебной палаты.
Опубликовал ряд трудов по различным вопросам юриспруденции, в том числе «Виндикация» («Журнал гражданского и уголовного права», 1874, № 2, С. 49—95 и № 3, С. 1—94), «Учение о кондиции» («Труды Одесского юридического общества», 1884), «Правовые идеи в художественно-поэтических произведениях, в частности у Шекспира» (там же, том 2), «Женщина, как продуктивный деятель в области права» (там же, 1884), «О публичности и гласности суда» (там же, том 4), «О врачебной тайне» («Врач», 1890, № 23).
Публиковал также статьи, фельетоны, рассказы и «Турецкие сказки» в одесских периодических изданиях.

## Семья
- Брат — Борис Абрамович Окс, врач, редактор и издатель.
- Племянники — врач-офтальмолог, составитель медицинских словарей латинского языка Алекандр Борисович Окс (1871—1932); юрист и писатель Виктор Борисович Окс (1879—1954); художник Евгений Борисович Окс (1899—1968).

## Публикации
- Женский вопрос / Сочинение Эрнеста Легуве. Перевод, предисловие и примечания по русскому законодательству М. Окса, присяжного поверенного. Одесса: Типография П. Францова, 1882. — 130 с.
- Женщина как продуктивный деятель в сфере права. Учение о кондиции. Одесса: Типография П. Францова, 1884.
- Правовые идеи в художественно-поэтических произведениях, в частности у Шекспира (Чтение М. А. Окса в Одесском юридическом обществе). Одесса: Типография П. Францова, 1886. — 16 с.
- О публичности или гласности суда: Чтение в годичном публичном заседании Одесского юридического общества 12 марта 1888 г. М. А. Окса. Одесса: Типография Одесского вестника, 1889. — 28 с.